# Gerhard Lognberg
Gerhard Lognberg (født 1. november 1950 i Skopun) er en færøsk politiker (Sambandsflokkurin, før Javnaðarflokkurin).
Han er uddannet rørsmed. Han var sømand 1964–1967, deretfter håndværker periodevis frem til 1998. Han har været leder for ambulancetjenesten på Sandoy siden 1993.
Lognberg har siddet i kommunestyret i Skopun siden 1984, var viceborgmester 1984–1992, og har været borgmester siden 1. januar 1993. I 2001 meldte han seg ind i Javnaðarflokkurin. Han har været valgt ind på Lagtinget siden 2002, og repræsenterede valgkredsen Sandoy frem til endringen af valgordningen i 2008. Lognberg var medlem af Javnaðarflokkurin frem til han blev ekskluderet fra partiet den 2. november 2013. Årsagen var uenighed om finansieringen af en planlagt tunnel mellem Streymoy og Sandoy og at han nægtede at stemme for et mistillidsvotum imod lagmanden. Han var derefter løsgænger indtil han den 10. februar 2014 blev medlem af Sambandsflokkurin, som var et af regeringspartierne.

## Lagtingsudvalg
- 2011–2015 medlem af Justitsudvalget
- 2008–2011 næstformand for Justitsudvalget
- 2004–2008 medlem af Erhvervsudvalget
- 2002–2004 medlem af Erhvervsudvalget